# Naziresha-Moschee

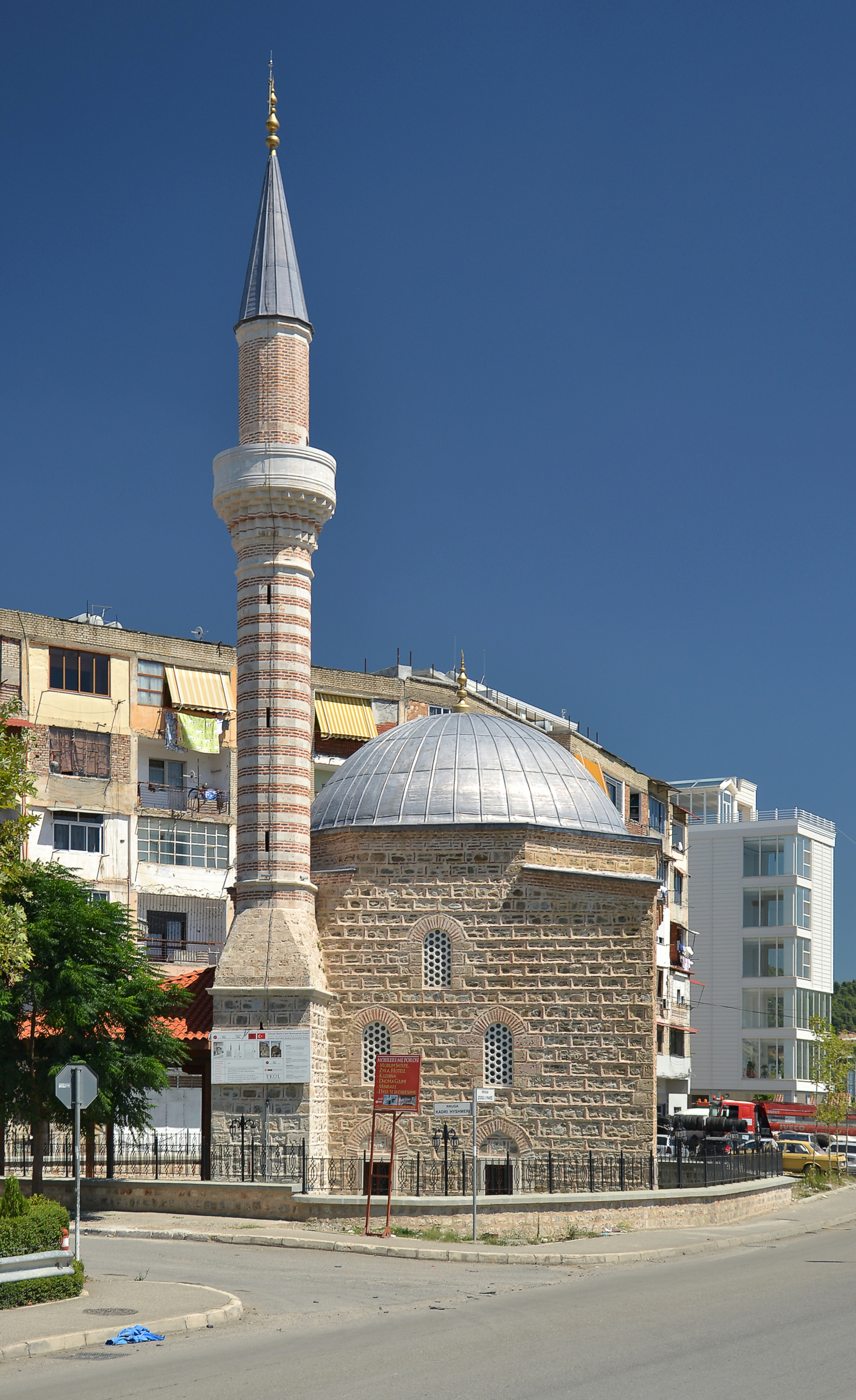
Die Naziresha-Moschee von Süden aus gesehen (2014)

Die Naziresha-Moschee (albanisch Xhamia e Nazireshës) ist eine Moschee in der Stadt Elbasan und zählt zu den nationalen Kulturdenkmälern Albaniens. Sie liegt am südlichen Stadtrand von Elbasan unmittelbar an der Umfahrungsstraße und der Eisenbahn.

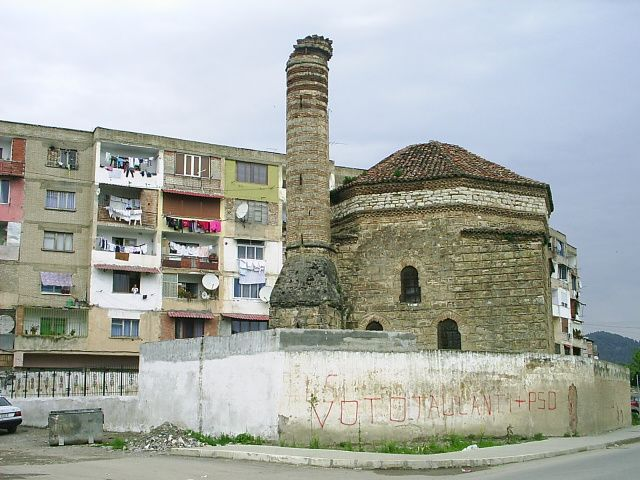
Ursprünglicher Zustand vor der “Restaurierung” 2013

Die Moschee wurde im Jahre 1599 oder etwas früher erbaut auf Veranlassung eines Nazır, eines religiösen Beamten, oder einer Tochter Nazire eines solchen. Der kleine Bau misst 10,7 Meter im Quadrat, der Innenraum noch 8,7 Meter. Darüber erhebt sich achteckig die mit Ziegeln gedeckte Kuppel. Die ursprüngliche Vorhalle bestand aus Holz. Im Nordwesten erhebt sich das Minarett. Es verfügte über einen reich ausgestatteten Balkon, die Spitze fehlte. Die Innendekoration wurde durch Ruß und Staub zerstört, als Abfall im Innern verbrannt wurde.
Im Jahre 1948 wurde die Moschee zum Kulturdenkmal erklärt. Während der kommunistischen Diktatur wurden – vermutlich in den 1980er Jahren – auch Restaurierungsarbeiten durchgeführt. 2006 wurde die Moschee erneut renoviert. 2013 wurde sie mit Unterstützung der türkischen Regierung wieder aufwändig restauriert. Der Wiederaufbau veränderte das Aussehen der Moschee stark; so wurde das traditionelle albanisch-islamische Ziegeldach durch eine Bleikuppel ersetzt und die Fenster mit weißem Gitter verschlossen.